# Chmelná (Křemže)
Chmelná je vesnice, část městyse Křemže v okrese Český Krumlov. Nachází se asi 4 km na severozápad od Křemže. Je zde evidováno 51 adres.
Chmelná leží v katastrálním území Křemže o výměře 22,01 km².

## Historie
První písemná zmínka o vesnici pochází z roku 1379. V 1. světové válce padlo (dle údajů na pomníku padlých) 6 zdejších občanů.

## Pamětihodnosti
- Kaple